# Nazareth (Bélgica)
Nazareth é uma vila e um município belga da província de Flandres Oriental. O município é constituído pelas vilas de Eke e Nazareth propriamente dita. Em 1 de Janeiro de 2011, o município tinha uma população de 11.252 habitantes, uma área total de 35,19 km² e uma correspondente densidade populacional de 320 habitantes por km².

## Deelgemeenten
O município de Nazareth é composto por duas deelgemeenten: Eke e Nazareth
| #  | Nome     | Área | População (2005) |
| -- | -------- | ---- | ---------------- |
| I  | Nazareth |      |                  |
| II | Eke      |      |                  |